# Castillo de San Esteban de Gormaz
El castillo de San Esteban de Gormaz es un fortaleza medieval ubicada en la localidad española de igual nombre, en la provincia de Soria.

## Historia
San Esteban de Gormaz cuenta importante pasado romano, conserva, empotrados en los muros, restos abundantísimos de epigrafía romana, funeraria y religiosa, y vestigios medievales de iglesias y fortificaciones. Repoblada por el Conde de Castilla, Gonzalo Fernández, en el 912, fue una de las llamadas "Puertas de Castilla", y durante el siglo X campo de numerosas batallas por su singular importancia estratégica en la línea defensiva del Duero, surgiendo como plaza fortificada, con un núcleo compuesto por un castillo emplazado en la cima de un cerro o colina, dominando la aldea civil, que se apiña dentro de sus propias fortificaciones. San Esteban se configura por tanto como «burgo» que toma un modelo de crecimiento orgánico, adaptado a la topografía del territorio con calles principales interiores al recinto amurallado, dispuestas longitudinalmente en la falda del cerro, y vías transversales con acusada pendiente.

## Descripción

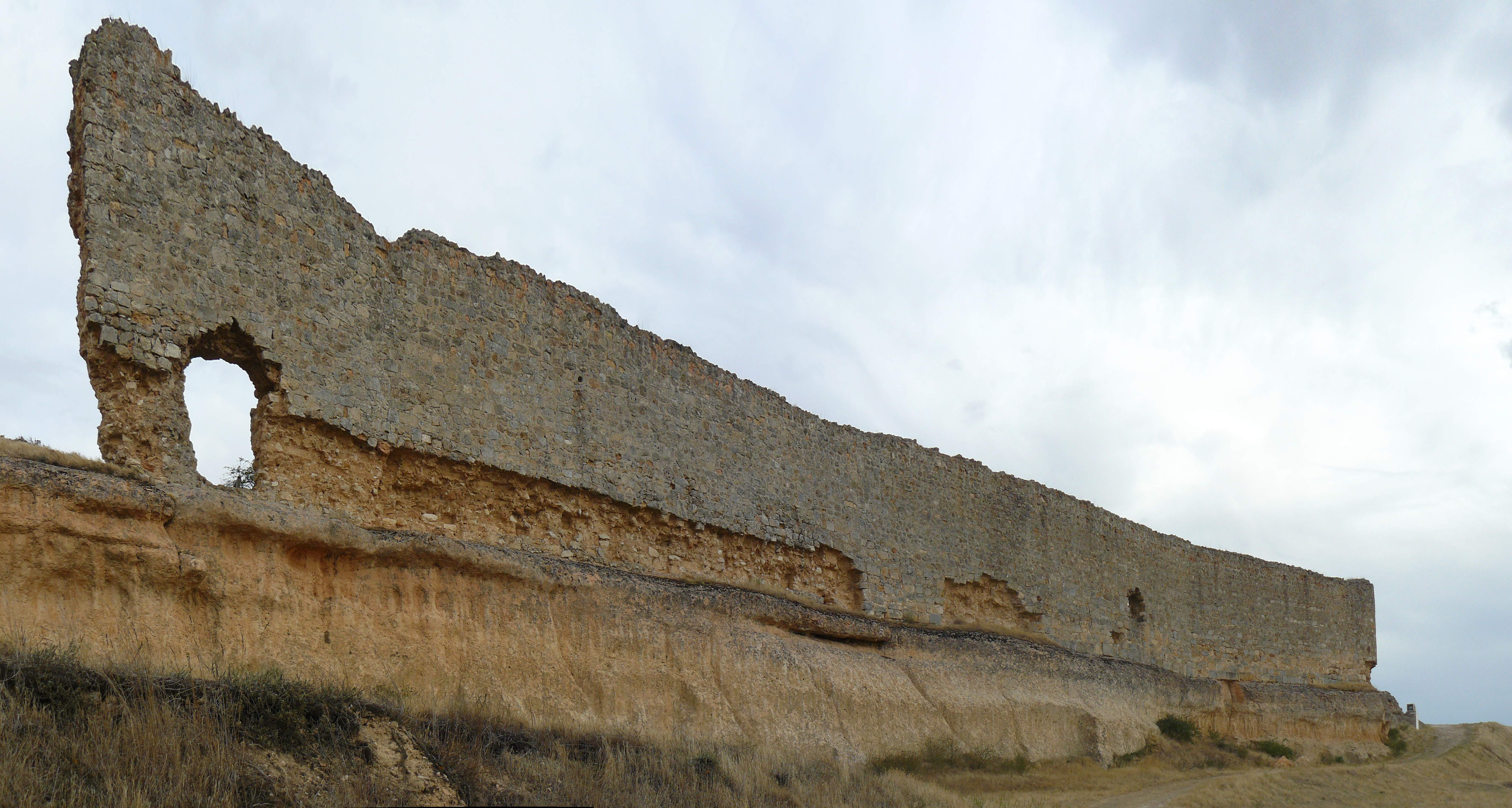
Lienzo del castillo

Al castillo se llega desde el pueblo partiendo de una senda que sale de la iglesia de San Miguel y llega directamente hasta el recinto por el Noroeste. Subsiste un lienzo de muralla acodado en el que pueden apreciarse restos de una puerta. También se conservan otros restos de muros menores y de un aljibe. 
La fábrica se realizó mediante la disposición de dos muros paralelos de sillares (principalmente en la base y refuerzo de las esquinas) y piedras de buen tamaño que se dispusieron ligadas con argamasa. El interior se rellenó mediante calizas, areniscas, cuarcitas, tejas y conglomerados más o menos informes aglutinadas con un denso mortero con cantos de río de diverso tamaño. En tiempos estuvo vallado para impedir la presencia de personas al interior por lo que aún quedan restos de las barras a las que se unía la valla. Posee control visual con otros yacimientos de la zona de variada cronología.